# Virginia Slims of Newport 1973
Il Virginia Slims of Newport 1973 è stato un torneo di tennis giocato sull'erba. È stata la 1ª edizione del torneo, che fa parte del Virginia Slims Circuit 1973. Si è giocato ad Newport negli USA dal 19 al 26 agosto 1973.

## Campionesse

### Singolare
Margaret Smith Court ha battuto in finale  Julie Heldman con il punteggio di 6–3, 6–2

### Doppio
Françoise Dürr /  Betty Stöve hanno battuto in finale  Janet Newberry /  Pam Teeguarden con il punteggio di 6–4, 6–3